# Crematogaster castanea

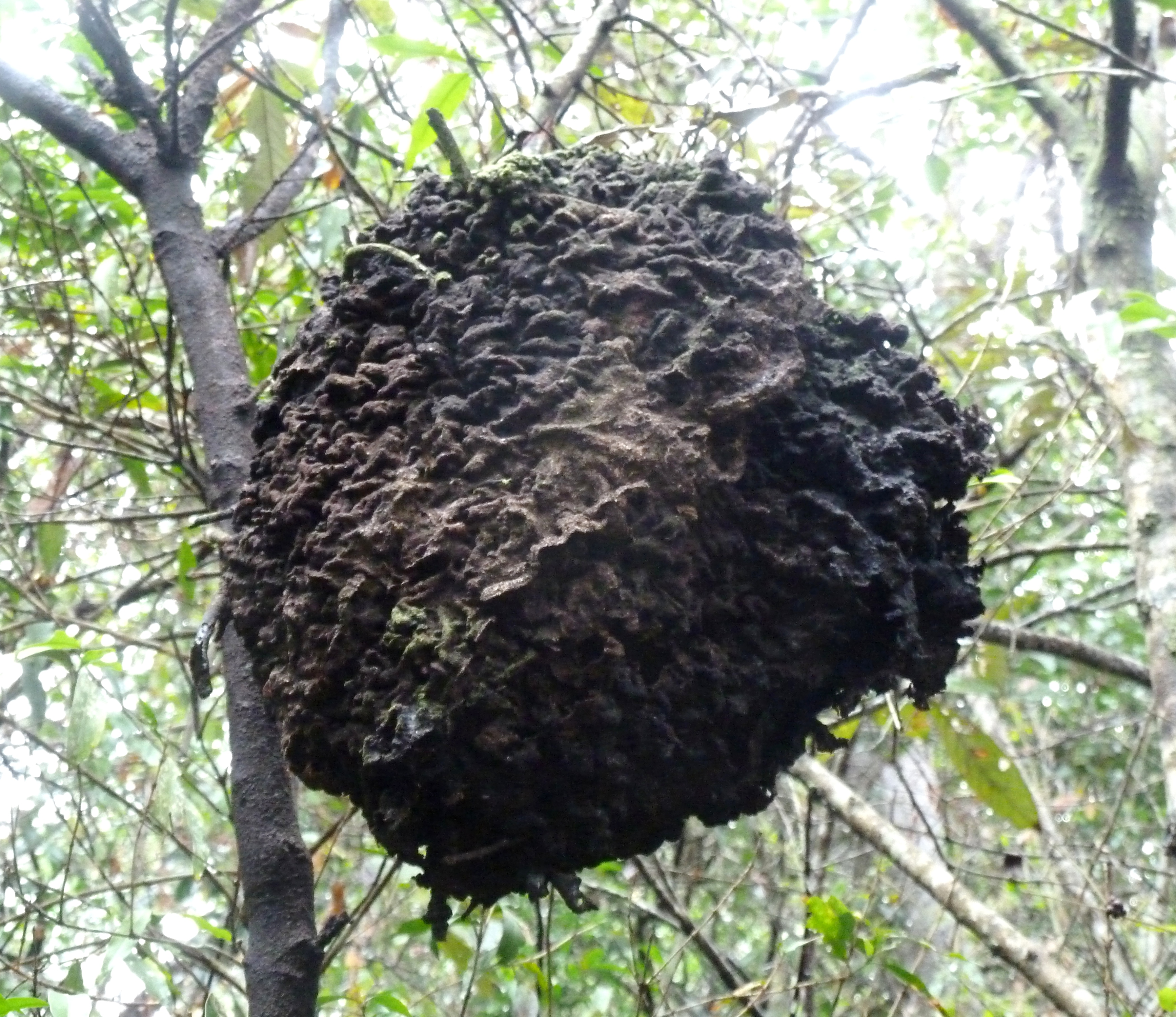
Древесное картонное гнездо Crematogaster castanea

Crematogaster castanea (лат.) — вид муравьёв рода Crematogaster из подсемейства Myrmicinae (Formicidae). Афротропика (тропическая Африка и Мадагаскар).

## Описание
Длина тела около 5 мм. Отличаются широким лицом и широким двулопастным вторым члеником стебелька. Основная окраска тела красно-коричневая. Проподеальные шипики на заднегруди развиты. Усики 11-члениковые. Голова субквадратная. Стебелёк между грудью и брюшком состоит из двух члеников: петиолюса и постпетиолюса (последний чётко отделён от брюшка), жало развито, куколки голые (без кокона). Характерна возможность откидывать брюшко на спину при распылении отпугивающих веществ.

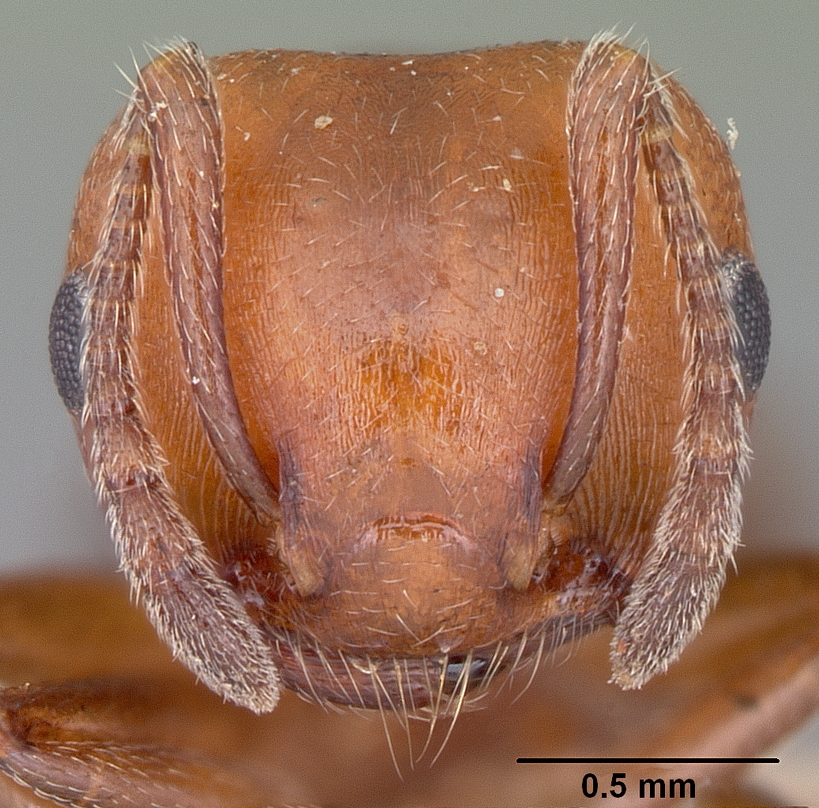
Голова рабочего
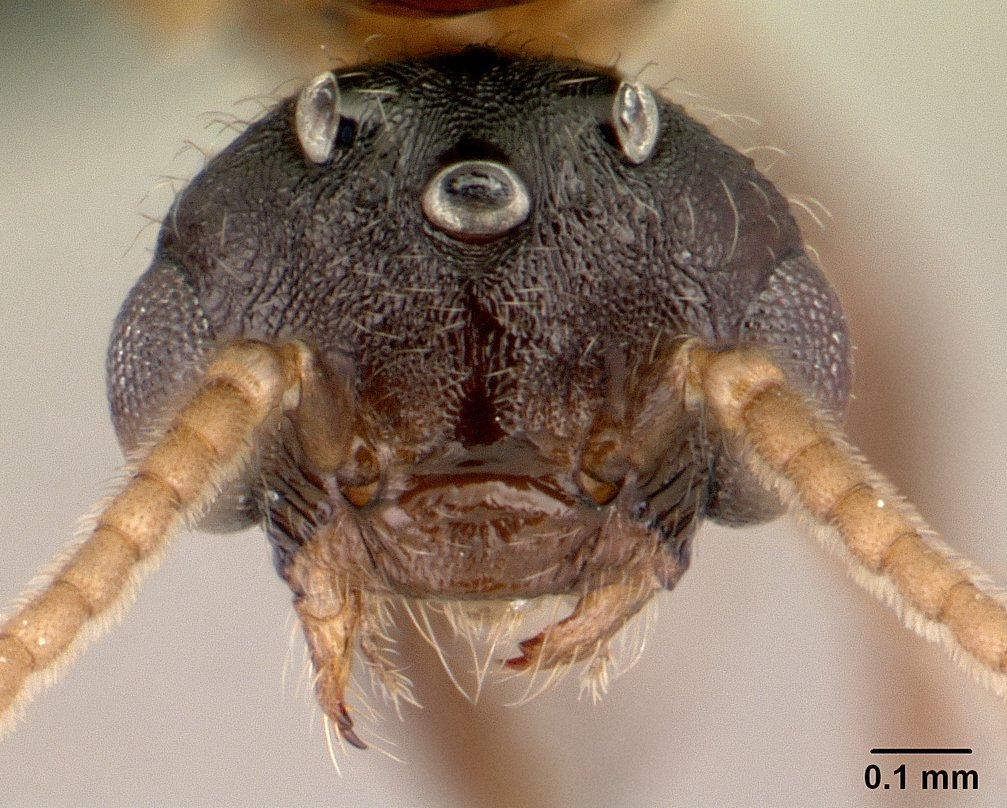
Голова самца
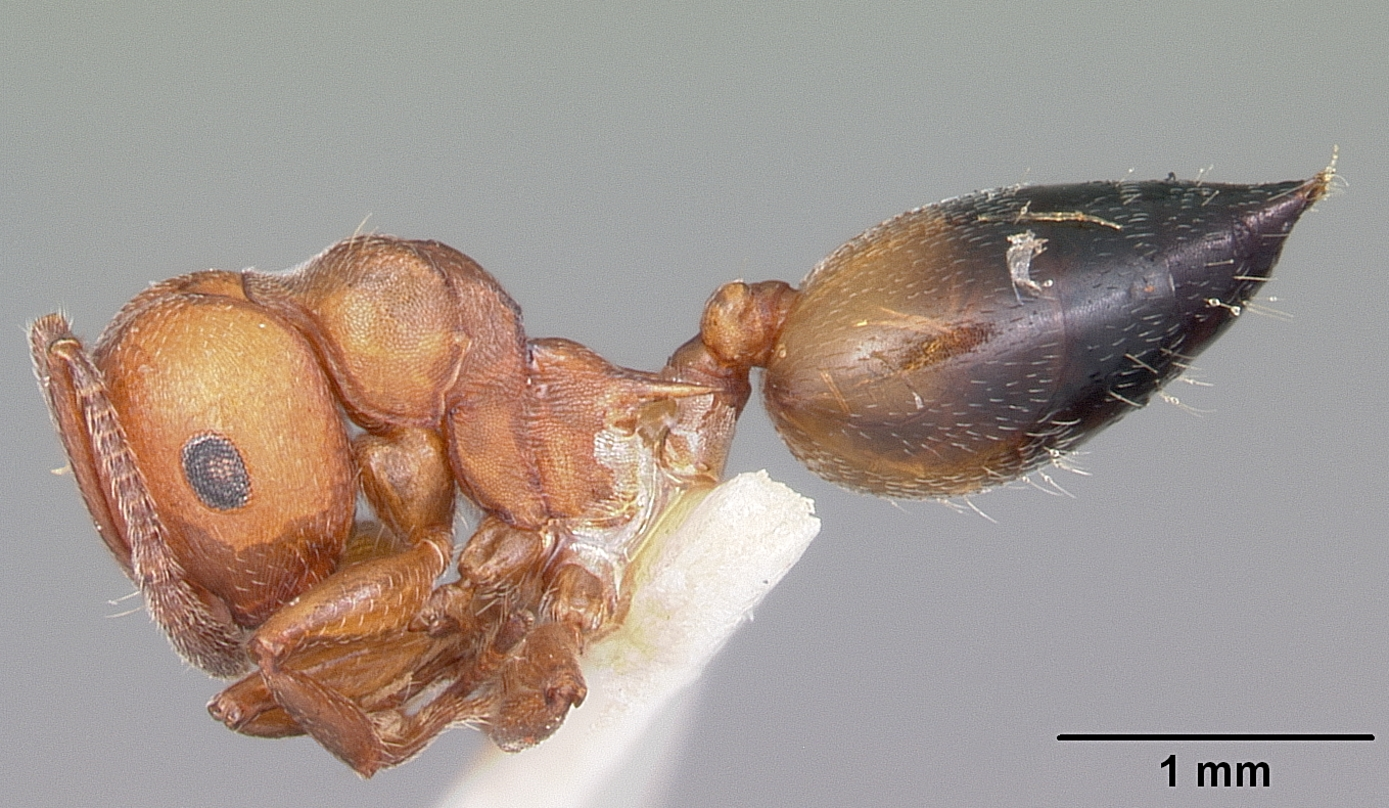
Рабочий сбоку
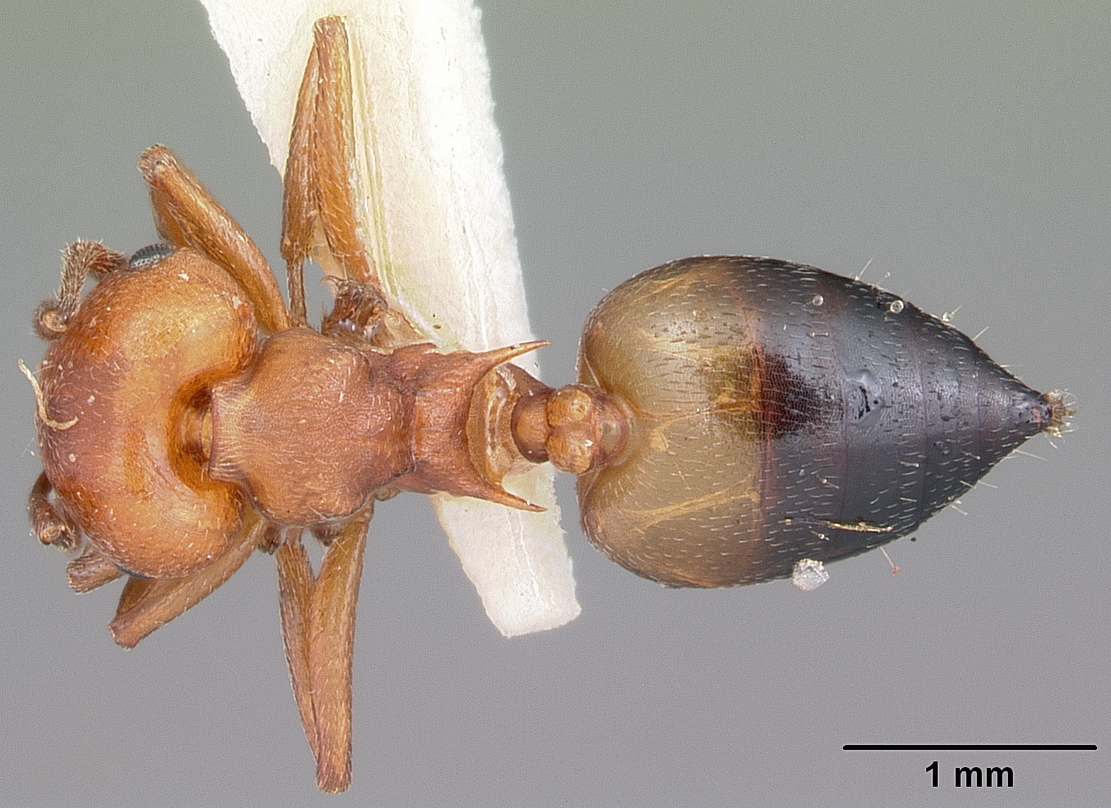
Рабочий сверху
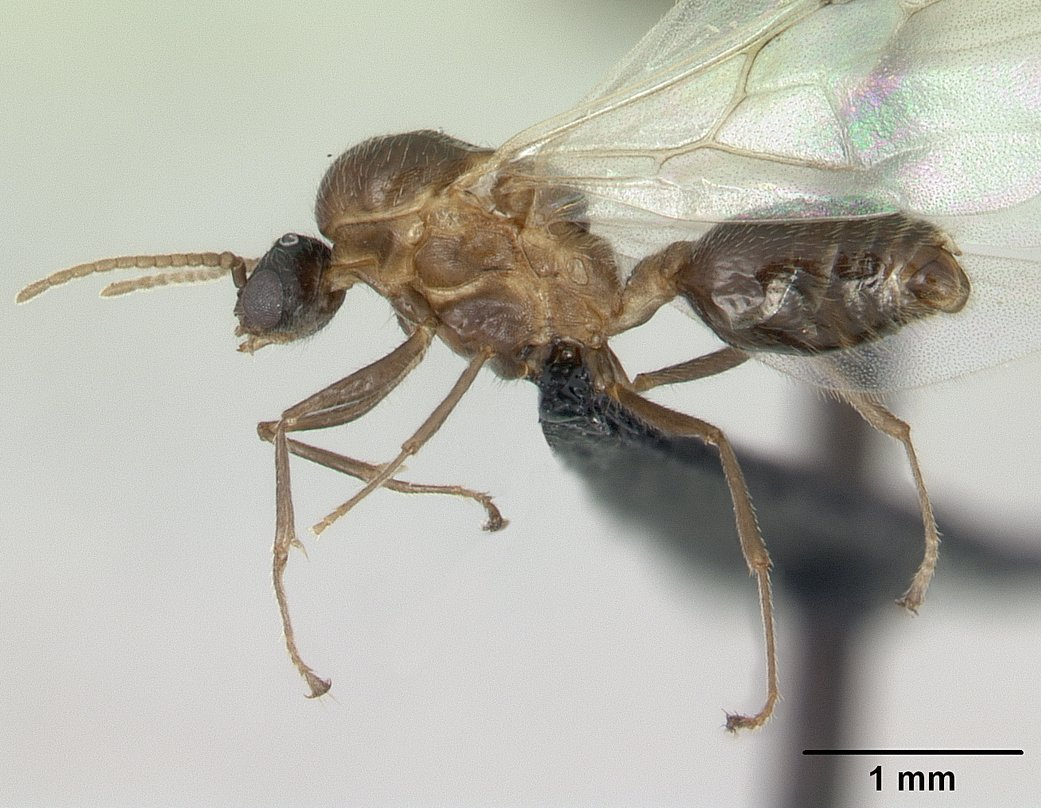
Самец сбоку

## Классификация
Таксон был впервые описан в 1858 году британским энтомологом Фредериком Смитом. Вид включён в состав номинативного подрода C. (Crematogaster). Cr. castanea принадлежит к одноимённой видовой группе Афротропики Crematogaster castanea, включающей таксоны C. latuka, C. rufigena, C. excisa, C. flaviventris, C. gerstaeckeri, а ранее также подгруппу/группу видов C. degeeri, C. sewellii, C. dentata, C. lobata, C. lunaris и другие таксоны.
Подвиды:
- C. c. adusta
- C. c. analis
- C. c. aquila
- C. c. arborea
- C. c. bruta
- C. c. busschodtsi
- C. c. castanea
- C. c. durbanensis
- C. c. ferruginea
- C. c. hararica
- C. c. insidiosa
- C. c. inversa
- C. c. mediorufa
- C. c. museisapientiae
- C. c. rufimembrum
- C. c. rufonigra
- C. c. simia
- C. c. tricolor
- C. c. ulugurensis
- C. c. yambatensis